# 10e étape du Tour d'Italie 2016
Pour un article plus général, voir Tour d'Italie 2016.
La 10e étape du Tour d'Italie 2016 se déroule le mardi 17 mai 2016, entre Campi Bisenzio et Sestola sur une distance de 216 km.

## Parcours
Le parcours est vallonné. Il comprend 3 côtes de 3e catégorie et la première côte de 1re catégorie.

## Résultats

### Classement de l'étape
| Classement de l'étape | Classement de l'étape | Classement de l'étape | Classement de l'étape | Classement de l'étape |
|                       | Coureur               | Pays                  | Équipe                | Temps                 |
| --------------------- | --------------------- | --------------------- | --------------------- | --------------------- |
| 1er                   | Giulio Ciccone        | Italie                | Bardiani CSF          | en 5 h 44 min 32 s    |
| 2e                    | Ivan Rovny            | Russie                | Tinkoff               | + 42 s                |
| 3e                    | Darwin Atapuma        | Colombie              | BMC Racing            | + 1 min 20 s          |
| 4e                    | Nathan Brown          | États-Unis            | Cannondale            | + 1 min 53 s          |
| 5e                    | Damiano Cunego        | Italie                | Nippo-Vini Fantini    | + 2 min 4 s           |
| 6e                    | Andrey Amador         | Costa Rica            | Movistar              | + 2 min 10 s          |
| 7e                    | Giovanni Visconti     | Italie                | Movistar              | + 2 min 11 s          |
| 8e                    | Alejandro Valverde    | Espagne               | Movistar              | + 2 min 11 s          |
| 9e                    | Esteban Chaves        | Colombie              | Orica-GreenEDGE       | + 2 min 11 s          |
| 10e                   | Jakob Fuglsang        | Danemark              | Astana                | + 2 min 11 s          |
| modifier              |                       |                       |                       |                       |

### Points attribués
|   | Cycliste           | Nat     | Équipe        | Pts | Bonif |
| - | ------------------ | ------- | ------------- | --- | ----- |
| 1 | Przemysław Niemiec | Pologne | Lampre-Merida | 10  | 3 s   |
| 2 | Stefano Pirazzi    | Italie  | Bardiani CSF  | 6   | 2 s   |
| 3 | Nicola Boem        | Italie  | Bardiani CSF  | 3   | 1 s   |
| 4 | Giulio Ciccone     | Italie  | Bardiani CSF  | 2   |       |
| 5 | Egor Silin         | Russie  | Katusha       | 1   |       |

|   | Cycliste           | Nat        | Équipe         | Pts | Bonif |
| - | ------------------ | ---------- | -------------- | --- | ----- |
| 1 | Georg Preidler     | Autriche   | Giant-Alpecin  | 10  | 3 s   |
| 2 | Stefano Pirazzi    | Italie     | Bardiani CSF   | 6   | 2 s   |
| 3 | Riccardo Zoidl     | Autriche   | Trek-Segafredo | 3   | 1 s   |
| 4 | Nathan Brown       | États-Unis | Cannondale     | 2   |       |
| 5 | Przemysław Niemiec | Pologne    | Lampre-Merida  | 1   |       |

| - Sprint final de Sestola (km 219) \| \| Cycliste \| Nat \| Équipe \| Points \| Bonif \| \| -- \| ------------------ \| ---------- \| ------------------ \| ------ \| ----- \| \| 1 \| Giulio Ciccone \| Italie \| Bardiani CSF \| 25 \| 10 s \| \| 2 \| Ivan Rovny \| Russie \| Tinkoff \| 18 \| 6 s \| \| 3 \| Darwin Atapuma \| Colombie \| BMC Racing \| 12 \| 4 s \| \| 4 \| Nathan Brown \| États-Unis \| Cannondale \| 8 \| \| \| 5 \| Damiano Cunego \| Italie \| Nippo-Vini Fantini \| 6 \| \| \| 6 \| Andrey Amador \| Costa Rica \| Movistar \| 5 \| \| \| 7 \| Giovanni Visconti \| Italie \| Movistar \| 4 \| \| \| 8 \| Alejandro Valverde \| Espagne \| Movistar \| 3 \| \| \| 9 \| Esteban Chaves \| Colombie \| Orica-GreenEDGE \| 2 \| \| \| 10 \| Jakob Fuglsang \| Danemark \| Astana \| 1 \| \| |                    |            |                    |        |       |
| | Cycliste           | Nat        | Équipe             | Points | Bonif |
| 1 | Giulio Ciccone     | Italie     | Bardiani CSF       | 25     | 10 s  |
| 2 | Ivan Rovny         | Russie     | Tinkoff            | 18     | 6 s   |
| 3 | Darwin Atapuma     | Colombie   | BMC Racing         | 12     | 4 s   |
| 4 | Nathan Brown       | États-Unis | Cannondale         | 8      |       |
| 5 | Damiano Cunego     | Italie     | Nippo-Vini Fantini | 6      |       |
| 6 | Andrey Amador      | Costa Rica | Movistar           | 5      |       |
| 7 | Giovanni Visconti  | Italie     | Movistar           | 4      |       |
| 8 | Alejandro Valverde | Espagne    | Movistar           | 3      |       |
| 9 | Esteban Chaves     | Colombie   | Orica-GreenEDGE    | 2      |       |
| 10 | Jakob Fuglsang     | Danemark   | Astana             | 1      |       |

### Cols et côtes
|   | Cycliste          | Pays     | Équipe       | Points |
| - | ----------------- | -------- | ------------ | ------ |
| 1 | Giovanni Visconti | Italie   | Movistar     | 7      |
| 2 | Tim Wellens       | Belgique | Lotto-Soudal | 4      |
| 3 | Ivan Rovny        | Russie   | Tinkoff      | 2      |
| 4 | Simone Andreetta  | Italie   | Bardiani CSF | 1      |

|   | Cycliste           | Pays    | Équipe             | Points |
| - | ------------------ | ------- | ------------------ | ------ |
| 1 | Giovanni Visconti  | Italie  | Movistar           | 7      |
| 2 | Nicola Boem        | Italie  | Bardiani CSF       | 4      |
| 3 | Przemysław Niemiec | Pologne | Lampre-Merida      | 2      |
| 4 | Damiano Cunego     | Italie  | Nippo-Vini Fantini | 1      |

|   | Cycliste          | Pays       | Équipe             | Points |
| - | ----------------- | ---------- | ------------------ | ------ |
| 1 | Damiano Cunego    | Italie     | Nippo-Vini Fantini | 35     |
| 2 | Giulio Ciccone    | Italie     | Bardiani CSF       | 18     |
| 3 | Stefano Pirazzi   | Italie     | Bardiani CSF       | 12     |
| 4 | Ivan Rovny        | Russie     | Tinkoff            | 9      |
| 5 | Nathan Brown      | États-Unis | Cannondale         | 6      |
| 6 | Darwin Atapuma    | Colombie   | BMC Racing         | 4      |
| 7 | Giovanni Visconti | Italie     | Movistar           | 2      |
| 8 | Georg Preidler    | Autriche   | Giant-Alpecin      | 1      |

|   | Cycliste       | Pays       | Équipe       | Points |
| - | -------------- | ---------- | ------------ | ------ |
| 1 | Giulio Ciccone | Italie     | Bardiani CSF | 7      |
| 2 | Ivan Rovny     | Russie     | Tinkoff      | 4      |
| 3 | Darwin Atapuma | Colombie   | BMC Racing   | 2      |
| 4 | Nathan Brown   | États-Unis | Cannondale   | 1      |

### Classement au temps par équipes
| Classement par équipes au temps | Classement par équipes au temps | Classement par équipes au temps | Classement par équipes au temps |
|                                 | Équipe                          | Pays                            | Temps                           |
| ------------------------------- | ------------------------------- | ------------------------------- | ------------------------------- |
| 1re                             | Tinkoff                         | Russie                          | en 17 h 19 min 41 s             |
| 2e                              | Movistar                        | Espagne                         | + 27 s                          |
| 3e                              | Cannondale                      | États-Unis                      | + 29 s                          |
| modifier                        |                                 |                                 |                                 |

### Classement aux points par équipes
| Classement par équipes aux points | Classement par équipes aux points | Classement par équipes aux points | Classement par équipes aux points | Classement par équipes aux points |
|                                   | Équipes                           | Pays                              |                                   | Point(s)                          |
| --------------------------------- | --------------------------------- | --------------------------------- | --------------------------------- | --------------------------------- |
| 1re                               | Bardiani CSF                      | Italie                            |                                   | 65                                |
| 2e                                | Tinkoff                           | Russie                            |                                   | 40                                |
| 3e                                | Movistar                          | Espagne                           |                                   | 30                                |
| modifier                          |                                   |                                   |                                   |                                   |

## Classements à l'issue de l'étape

### Classement général
| Classement général | Classement général | Classement général | Classement général | Classement général  |
|                    | Coureur            | Pays               | Équipe             | Temps               |
| ------------------ | ------------------ | ------------------ | ------------------ | ------------------- |
| 1er                | Bob Jungels        | Luxembourg         | Etixx-Quick Step   | en 40 h 19 min 52 s |
| 2e                 | Andrey Amador      | Costa Rica         | Movistar           | + 26 s              |
| 3e                 | Alejandro Valverde | Espagne            | Movistar           | + 50 s              |
| 4e                 | Steven Kruijswijk  | Pays-Bas           | Lotto NL-Jumbo     | + 50 s              |
| 5e                 | Vincenzo Nibali    | Italie             | Astana             | + 52 s              |
| 6e                 | Gianluca Brambilla | Italie             | Etixx-Quick Step   | + 1 min 11 s        |
| 7e                 | Rafał Majka        | Pologne            | Tinkoff            | + 1 min 44 s        |
| 8e                 | Jakob Fuglsang     | Danemark           | Astana             | + 1 min 46 s        |
| 9e                 | Ilnur Zakarin      | Russie             | Katusha            | + 2 min 8 s         |
| 10e                | Esteban Chaves     | Colombie           | Orica-GreenEDGE    | + 2 min 26 s        |
| modifier           |                    |                    |                    |                     |

### Classement du meilleur jeune
| Classement du meilleur jeune | Classement du meilleur jeune | Classement du meilleur jeune | Classement du meilleur jeune | Classement du meilleur jeune |
|                              | Coureur                      | Pays                         | Équipe                       | Temps                        |
| ---------------------------- | ---------------------------- | ---------------------------- | ---------------------------- | ---------------------------- |
| 1er                          | Bob Jungels                  | Luxembourg                   | Etixx-Quick Step             | en 40 h 19 min 52 s          |
| 2e                           | Davide Formolo               | Italie                       | Cannondale                   | + 5 min 32 s                 |
| 3e                           | Carlos Verona                | Espagne                      | Etixx-Quick Step             | + 7 min 1 s                  |
| 4e                           | Sebastián Henao              | Colombie                     | Sky                          | + 11 min 57 s                |
| 5e                           | Valerio Conti                | Italie                       | Lampre-Merida                | + 14 min 21 s                |
| modifier                     |                              |                              |                              |                              |

### Classement aux points
| Classement par points | Classement par points | Classement par points | Classement par points | Classement par points |
| --------------------- | --------------------- | --------------------- | --------------------- | --------------------- |
|                       | Coureur               | Pays                  | Équipe                | Point(s)              |
| 1er                   | André Greipel         | Allemagne             | Lotto-Soudal          | 119 points            |
| 2e                    | Arnaud Démare         | France                | FDJ                   | 91 pts                |
| 3e                    | Maarten Tjallingii    | Pays-Bas              | Lotto NL-Jumbo        | 82 pts                |
| 4e                    | Giacomo Nizzolo       | Italie                | Trek-Segafredo        | 78 pts                |
| 5e                    | Tom Dumoulin          | Pays-Bas              | Giant-Alpecin         | 58 pts                |
| modifier              |                       |                       |                       |                       |

### Classement du meilleur grimpeur
| Classement du meilleur grimpeur | Classement du meilleur grimpeur | Classement du meilleur grimpeur | Classement du meilleur grimpeur | Classement du meilleur grimpeur |
| ------------------------------- | ------------------------------- | ------------------------------- | ------------------------------- | ------------------------------- |
|                                 | Coureur                         | Pays                            | Équipe                          | Point(s)                        |
| 1er                             | Damiano Cunego                  | Italie                          | Nippo-Vini Fantini              | 56 points                       |
| 2e                              | Giulio Ciccone                  | Italie                          | Bardiani CSF                    | 27 pts                          |
| 3e                              | Tim Wellens                     | Belgique                        | Lotto-Soudal                    | 25 pts                          |
| 4e                              | Stefano Pirazzi                 | Italie                          | Bardiani CSF                    | 18 pts                          |
| 5e                              | Giovanni Visconti               | Italie                          | Movistar                        | 17 pts                          |
| modifier                        |                                 |                                 |                                 |                                 |

### Classements par équipes

#### Classement au temps
| Classement par équipes au temps | Classement par équipes au temps | Classement par équipes au temps | Classement par équipes au temps |
|                                 | Équipe                          | Pays                            | Temps                           |
| ------------------------------- | ------------------------------- | ------------------------------- | ------------------------------- |
| 1re                             | Movistar                        | Espagne                         | en 121 h 3 min 59 s             |
| 2e                              | Etixx-Quick Step                | Espagne                         | + 50 s                          |
| 3e                              | Astana                          | Kazakhstan                      | + 1 min 54 s                    |
| modifier                        |                                 |                                 |                                 |

#### Classement aux points
| Classement par équipes aux points | Classement par équipes aux points | Classement par équipes aux points | Classement par équipes aux points | Classement par équipes aux points |
|                                   | Équipes                           | Pays                              |                                   | Point(s)                          |
| --------------------------------- | --------------------------------- | --------------------------------- | --------------------------------- | --------------------------------- |
| 1re                               | Etixx-Quick Step                  | Belgique                          |                                   | 262                               |
| 2e                                | Lotto NL-Jumbo                    | Pays-Bas                          |                                   | 234                               |
| 3e                                | Lotto-Soudal                      | Belgique                          |                                   | 181                               |
| modifier                          |                                   |                                   |                                   |                                   |

### Abandons
- 169 -  Alexey Tsatevitch (Katusha) : non partant
- 181 -  Mikel Landa (Sky) : abandon
- 204 -  Fabian Cancellara (Trek-Segafredo) : non partant